# Yvann Titi
Yvann Titi (Estrasburgo, Francia, 5 de mayo de 2006) es un futbolista francés que juega como defensa en el Lommel S. K. de la Segunda División de Bélgica.

## Estadísticas

### Clubes
Actualizado al último partido disputado el 30 de mayo de 2023.
| Club                          | Div.          | Temporada     | Liga  | Liga  | Copas nacionales | Copas nacionales | Copas internacionales | Copas internacionales | Total | Total |
| Club                          | Div.          | Temporada     | Part. | Goles | Part.            | Goles            | Part.                 | Goles                 | Part. | Goles |
| ----------------------------- | ------------- | ------------- | ----- | ----- | ---------------- | ---------------- | --------------------- | --------------------- | ----- | ----- |
| E. S. Troyes A. C. II Francia | 5.ª           | 2023-24       | 13    | 1     | ―                | ―                | ―                     | ―                     | 13    | 1     |
| E. S. Troyes A. C. II Francia | Total club    | Total club    | 13    | 1     | 0                | 0                | 0                     | 0                     | 13    | 1     |
| Total carrera                 | Total carrera | Total carrera | 13    | 1     | 0                | 0                | 0                     | 0                     | 13    | 1     |